# Prem'er-Liga
La Prem'er-Liga (in russo Российская футбольная премьер-лига) è la massima divisione del campionato russo di calcio.
La lega fu istituita nel 1992, in seguito alla dissoluzione dell'Unione Sovietica; inizialmente aveva l'appellativo di Vysšaja Liga, poi cambiato in Vysšaja Divizion, ed era gestita dalla Lega russa professionistica, ma nel 2001 assunse la denominazione attuale e diede maggior indipendenza ai club iscritti. Fino al 2010 si svolgeva nel corso di un unico anno solare, tra marzo e novembre, ma dal 2011 ha assunto un formato simile a quello delle altre competizioni europee, con le partite che si giocano tra agosto e maggio; in totale partecipano sedici squadre diverse.
Al 2024 la Prem'er-Liga occupa il decimo posto nel ranking UEFA dei campionati per club.

## Formato
Il formato attuale della Prem'er-Liga prevede il classico girone all'italiana con partite di andata e ritorno per un totale di 30 partite complessive. Teoricamente il campionato russo qualificherebbe le squadre per le competizioni UEFA, ma in seguito all'invasione russa dell'Ucraina del 2022 le squadre di club e nazionali sono state escluse a tempo indeterminato da tutte le competizioni internazionali.
A retrocedere sono le ultime due classificate, mentre la terzultima e la quartultima disputano uno spareggio promozione/retrocessione con la terza e quarta classificata della seconda divisione.
Tre punti sono assegnati alla vittoria, uno al pareggio e zero alla sconfitta. Se le squadre hanno lo stesso numero di punti in classifica, i primi due criteri adottati per stabilire quale squadra si debba piazzare prima nella graduatoria sono il numero di vittorie e quindi la differenza reti. Se le squadre a pari punti si contendono il primo posto, i criteri usati sono il numero di vittorie e, di seguito, i punti ottenuti negli scontri diretti. Come estremo criterio c'è lo spareggio.

## Storia
Dopo la dissoluzione dell'Unione Sovietica, nel 1992 ogni ex Repubblica sovietica ha cominciato ad organizzare un campionato di calcio. Ai 6 club russi che militarono nell'ultimo campionato di massima divisione dell'URSS (CSKA Mosca, Torpedo Mosca, Dinamo Mosca, Spartak Mosca, Lokomotiv Mosca, Spartak Vladikavkaz) si aggiunsero 14 provenienti dalla seconda serie per la creazione della prima Vysšaja Liga, mantenendo il nome della vecchia prima serie sovietica. La massima divisione fu inoltre divisa in due gruppi da 10 squadre ciascuno, per ridurre il numero di partite. Nel 1993 le squadre presenti furono ridotte a 18 e nel 1994 a 16. Da allora la formula del campionato ha sempre previsto 16 squadre, se si esclude il biennio 1996-1997, in cui le squadre presenti erano nuovamente 18. Dal 1998 il nome fu cambiato in Vysšaja Divizion.
La squadra dominante nella Vysšaja Divizion / Liga fu senza dubbio lo Spartak Mosca, con 9 titoli vinti sui primi 10 disputati. L'Alanija Vladikavkaz fu l'unico club capace di interrompere, nel 1995, l'egemonia della squadra moscovita in campionato.
In seguito le squadre che si sono disputate lo scudetto sono la Lokomotiv Mosca e il CSKA Mosca. La prima ha vinto il campionato due volte, la seconda tre. Nel 2007 ha invece vinto per la prima volta una squadra di San Pietroburgo, lo Zenit San Pietroburgo, e l'anno dopo ha vinto per la prima volta il Rubin Kazan, successo bissato l'anno seguente. La prima dominatrice del campionato, lo Spartak, è arrivato secondo per quattro volte, nel 2006 solo per differenza reti.
Nel campionato 2010 torna a vincere lo Zenit San Pietroburgo dell'italiano Luciano Spalletti con due giornate d'anticipo.
Nella stagione 2011-2012, il campionato russo si adatta alla maggior parte dei campionati UEFA disputandosi su due anni solari: la stagione è iniziata il 12 marzo 2011 e si è conclusa il 13 maggio 2012. 

## Squadre
Sono 52 le squadre che hanno partecipato alle 34 stagioni della Prem'er-Liga dal 1992 al 2025-26 (in grassetto):
- 34 volte:  CSKA Mosca,  Lokomotiv Mosca,  Spartak Mosca
- 33 volte:  Dinamo Mosca
- 32 volte:  Rostov
- 31 volte:  Kryl'ja Sovetov Samara,  Zenit San Pietroburgo
- 22 volte:  Rubin
- 19 volte:  Achmat Groznyj
- 17 volte:  Torpedo Mosca
- 16 volte:  Alanija Vladikavkaz,  Ural
- 15 volte:  Krasnodar
- 14 volte:  Amkar Perm',  Rotor
- 12 volte:  Saturn
- 11 volte:  Anži
- 10 volte:  Šinnik
- 9 volte:  FK Mosca,  Kuban',  Tom' Tomsk
- 8 volte:  Černomorec Novorossijsk,  Lokokomtiv Nižnij Novg.,  Ufa
- 7 volte:  Arsenal Tula,  Chimki,  Fakel Voronež,  Orenburg,  Žemčužina-Soči
- 6 volte:  Soči,  Spartak-Nal'čik
- 5 volte:  Baltika,  KAMAZ,  Pari Nižnij Novgorod,  Tekstil'ščik Kamyšin,  Tjumen',  Uralan
- 4 volte:  Luč-Ėnergija
- 3 volte:  Dinamo Stavropol',  Mordovija,  Volga Nižnij Novgorod
- 2 volte:  Akron Togliatti,  Asmaral,  Dinamo Machačkala,  Lada-Togliatti,  Okean,  Sokol Saratov,  Tambov
- 1 volta:  Enisej,  Sibir',  SKA-Chabarovsk,  Tosno

## Albo d'oro
- 1992:  Spartak Mosca (1)
- 1993:  Spartak Mosca (2)
- 1994:  Spartak Mosca (3)
- 1995:  Spartak-Alanija Vladikavkaz (1)
- 1996:  Spartak Mosca (4)
- 1997:  Spartak Mosca (5)
- 1998:  Spartak Mosca (6)
- 1999:  Spartak Mosca (7)
- 2000:  Spartak Mosca (8)
- 2001:  Spartak Mosca (9)
- 2002:  Lokomotiv Mosca (1)
- 2003:  CSKA Mosca (1)
- 2004:  Lokomotiv Mosca (2)
- 2005:  CSKA Mosca (2)
- 2006:  CSKA Mosca (3)
- 2007:  Zenit San Pietroburgo (1)
- 2008:  Rubin (1)
- 2009:  Rubin (2)
- 2010:  Zenit San Pietroburgo (2)
- 2011-2012:  Zenit San Pietroburgo (3)
- 2012-2013:  CSKA Mosca (4)
- 2013-2014:  CSKA Mosca (5)
- 2014-2015:  Zenit San Pietroburgo (4)
- 2015-2016:  CSKA Mosca (6)
- 2016-2017:  Spartak Mosca (10)
- 2017-2018:  Lokomotiv Mosca (3)
- 2018-2019:  Zenit San Pietroburgo (5)
- 2019-2020:  Zenit San Pietroburgo (6)
- 2020-2021:  Zenit San Pietroburgo (7)
- 2021-2022:  Zenit San Pietroburgo (8)
- 2022-2023:  Zenit San Pietroburgo (9)
- 2023-2024:  Zenit San Pietroburgo (10)
- 2024-2025:  Krasnodar (1)

## Titoli vinti
| Club                  | Titoli | Anno                                                                                               |
| --------------------- | ------ | -------------------------------------------------------------------------------------------------- |
| Spartak Mosca         | 10     | 1992, 1993, 1994, 1996, 1997, 1998, 1999, 2000, 2001, 2016-2017                                    |
| Zenit San Pietroburgo | 10     | 2007, 2010, 2011-2012, 2014-2015, 2018-2019, 2019-2020, 2020-2021, 2021-2022, 2022-2023, 2023-2024 |
| CSKA Mosca            | 6      | 2003, 2005, 2006, 2012-2013, 2013-2014, 2015-2016                                                  |
| Lokomotiv Mosca       | 3      | 2002, 2004, 2017-2018                                                                              |
| Rubin                 | 2      | 2008, 2009                                                                                         |
| Alanija Vladikavkaz   | 1      | 1995                                                                                               |
| Krasnodar             | 1      | 2024-2025                                                                                          |

## Statistiche e record
Aggiornate al 25 maggio 2024

### Presenze
In grassetto i calciatori ancora in attività
| Pos. | Giocatore          | Attività  | Presenze |
| ---- | ------------------ | --------- | -------- |
| 1    | Igor' Akinfeev     | 2003-     | 590      |
| 2    | Sergej Ignaševič   | 1998-2018 | 489      |
| 3    | Sergej Semak       | 1992-2013 | 456      |
| 4    | Dmitrij Los'kov    | 1991-2017 | 453      |
| 5    | Igor' Semšov       | 1996-2014 | 433      |
| 6    | Artëm Dzjuba       | 2006-     | 438      |
| 7    | Vasilij Berezuckij | 1999-2018 | 402      |
| 8    | Ruslan Adžindžal   | 1993-2015 | 397      |
| 9    | Igor' Lebedenko    | 2000-2019 | 394      |
| 10   | Valerij Esipov     | 1987-2007 | 390      |

### Reti
In grassetto i calciatori ancora in attività
| Pos. | Giocatore          | Attività  | Reti |
| ---- | ------------------ | --------- | ---- |
| 1    | Artëm Dzjuba       | 2006-     | 167  |
| 2    | Oleg Veretennikov  | 1986-2009 | 143  |
| 3    | Aleksandr Keržakov | 2001-2016 | 137  |
| 4    | Dmitrij Kiričenko  | 1994-2013 | 129  |
| 5    | Dmitrij Los'kov    | 1991-2017 | 120  |
| 6    | Fëdor Smolov       | 2007-     | 108  |
| 7    | Roman Pavljučenko  | 1998-2022 | 104  |
| 8    | Sergej Semak       | 1992-2013 | 102  |
| 9    | Andrej Tichonov    | 1991-2011 | 98   |
| 10   | Igor' Semšov       | 1996-2014 | 98   |